# 제러미 벤담
제러미 벤담(영어: Jeremy Bentham 제러미 벤섬[*], 영국식 영어 발음: /ˈbɛnθəm/, 1748년 2월 15일 ~ 1832년 6월 6일)은 영국의 법학자·철학자이자, 변호사이다.
옥스퍼드 대학에서 배우고 변호사가 되었으나, 철학에 몰두하였다. 그는 당시의 법률을 모두 비판하고, 평생토록 이치에 맞는 성문법을 만드는 운동을 벌였다.
정치에서는 급진주의를 옹호했으며, 그는 당시 영국에 만연했던 보수주의적 정치와 '보수주의 법철학'을 반대했으며 영국 법철학에 큰 영향을 끼쳤다. “최대 다수의 최대 행복”을 추구하는 공리주의를 표방했다. 그가 공리주의에 끼친 영향은 막대한데, 그 까닭은 공리주의 체계에 큰 기여를 하였고, 존 스튜어트 밀(벤담의 제자 제임스 밀의 아들)과 같은 공리주의 철학자를 배출해낸 인물이기 때문이다. 정치에서는 공상적 사회주의의 시초인 로버트 오언을 배출했다.
벤담은 자유경제를 주장하였으며, 정교분리와 표현의 자유, 양성평등, 동물의 권리 등을 주장했다. 또한, 벤담은 법과 도덕은 쾌락을 늘리고 고통을 감소시켜야 한다고 주장했다. 또 보통 선거·비밀 투표 등을 주장하여 세계 각국의 법률에 큰 영향을 미쳤다.
공리주의 사상에 입각하여, 법률을 위시해서 사회과학의 전 분야에서 “최대 다수의 최대 행복”이라는 기준에 따라 역사적·전통적인 제도와 사상을 검토하고 구체적 개혁안을 제시했다. 이 선에 따라서 그는 영국의 판례법주의를 통렬히 비판하고 상세한 법전 편찬의 필요를 역설하였다.
저서로는 《정부소론(政府小論)》(1776년), 《입법론》(1803년) 3권 등이 있다.

## 제러미 벤담의 공리주의
공리주의는 이익을 기준으로 사회의 제도나 문화 그리고 그 운영방식을 판단한다. 즉, 공리주의는 이익에 도움이 된다면 어떤 것이든 도구로 삼아 사람을 감시하고 교육하여 질서를 만들고 '유령처럼 군림'하는 감독을 시행한다. 이는 권력과 신뢰보다도 우선시 여기는데 이런 공리주의의 원칙은 오늘날 우리들의 정신세계도 여전히 지배하고 있다.
인생의 목적이 '최대 다수의 최대 행복'이라고 했던 영국 정치철학자 제러미 벤담은 자신의 철학관이었던 공리주의 원칙에 따라 원형 교도소, 패놉티콘을 남겼다. 벤담의 원형 감옥은 원형 감옥의 중간에 감시탑을 세워 한눈에 죄수들을 감시하는 구조로 되어있다. 이 구조의 핵심은 죄수들의 방은 밝고 간수들의 감시탑은 어두워 죄수는 간수를 볼 수 없지만 간수는 죄수를 볼 수 있는 시선의 비대칭성이다. 
감시를 통해 사람들을 통제하는 방법을 알았던 벤담의 패놉티콘의 원리는 감시와 경제성을 연결해야 하는 거의 모든시설에 적용이된다. 제러미 벤담이 예로 제시한 병원, 병영, 학교, 공장 등의 근대의 모든 시설이 패놉티콘을 모형으로 하고 있다.
제러미 벤담의 공리주의의 원칙의 따라 건축된 패놉티콘을 모형으로한 근대의 모든 시설은 미셸 푸코의 《감시와 처벌》에 의해 주요한 분석의 대상이 되고 있다. 미셸 푸코는 "근대의 모든 시설이 패놉티콘을 모형으로 한 것이라면, 결국 근대사회의 이상은 곧 감옥인 것인가?"라는 의문을 제기하기도 한다. 이는 패놉티콘의 원리가 근대적 주체 형성의 방식과 밀접한 관련이 있다는 사실에 주목해야 한다. 패놉티콘의 수감자들은 감시자가 부재할 때에도 그가 존재한다고 생각하여 그들의 상상을 통해 감시자의 시선을 내면화함으로써 자신의 상상속 감시자를 의식하며 스스로를 통제 하였다.

## 생애 연보

Defence of usury, 1788

- 1748년 영국 런던의 하운즈디치에서 부유한 가정에서 출생함. 그의 가족은 토리당소속이었으며, 그는 신동으로 불리었다.
- 1752년-1755년 엄격한 가정교육(그리스어와 라틴어 교육 등)
- 1755년 웨스트민스터 학교 입학
- 1760년 옥스퍼드 입학
- 1763년 학사학위 취득
- 1766년 최초의 저작인 『정치론 단편』 저술, 이를 계기로 쉘번 경에게 발탁되고 사회적 명성을 얻음
- 1769년 변호사 자격 취득
- 1789년 주저인 『도덕 및 입법의 원리 서설』 출판
- 1792년 『법률론 일반』 출판
- 1802년 뒤몽이 『도덕 및 입법의 원리 서설』 프랑스어로 번역. 이 일로 파리의 명예시민이 됨. 이즈음 교도소 개혁의 일환으로 파놉티콘 프로젝트 추진
- 1809년 정신적 동지인 제임스 밀(존 스튜어트 밀의 아버지)을 만나 각종 법률 개정 운동에 몰두. 『의회개혁론』 을 집필.
- 1817년 『의회개혁안』 을 공표
- 1824년 철학적 급진파의 기관지인 『웨스트민스터 평론』 간행
- 1830년 30년 정치개혁에 대한 집대성이며 ‘완벽한 법전' 구상의 마지막 과제였던 『헌법전』 을 간행
- 1832년 비서였던 보링의 품에서 편안히 숨을 거둠

## 참고 문헌
- 벤담 『도덕 및 입법의 원리 서설』 / 정원규 pdf

1. ↑  “무거운 주제, 흥미진진한 이야기”. 2023년 10월 10일에 확인함.